# Dokument utifrån
Dokument utifrån är ett av Sveriges Televisions äldsta program och startades 1971.

## Innehåll
Grundtanken med programmet är att visa de bästa internationella journalistiska dokumentärerna som löpande produceras runtom i världen. Utbudet rör sig till två tredjedelar om samproduktioner mellan flera olika länder, där SVT är med som aktiv part. Resterande filmer är inköpta. SVT bearbetar i princip alla filmer som köps in för att visas i programmet innan de sänds.
I huvudsak två redaktörer har varit ansvariga för programmet: Frank Hirschfeldt från 1980-talets början och sedan 1996 Olof Dahlberg. Åren 1990–2004 presenterades programmet av SVT:s nyhetsankare Claes Elfsberg. Redaktionens programförklaring finns på hemsidan svt.se. Den lyder:
| ” | Vårt mål är att sända filmer som är väl berättade samtidigt som de ger ny kunskap. Ambitionen är att våra tittare ska bli mer orienterade om förhållanden och viktiga händelser runt om i världen än vad man blir om man bara följer nyhetsflödet. Vi vill göra också komplicerade skeenden begripliga för en större allmänhet. | „ |

## Sändningstid
Dokument utifrån sänds numera söndagar klockan 22.00 i SVT2, med repris fredagar kl 22.00 i Kunskapskanalen.

## Ekonomi
Programmen som köps in sades 2015 kosta i regel mellan 5 000 € och 7 000 €.